# Horror in the Wind
Horror in the Wind ist eine Science-Fiction-Komödie aus dem Jahr 2008.

## Handlung
In einem geheimen, privaten Biolabor wird an einer chemischen Substanz gearbeitet, die die menschliche Sexualität reduzieren oder sogar auslöschen soll. Bei der Entwicklung der die Gene beeinflussenden Mischung Formula 4708 geschieht ein Unfall. Anstatt die Sexualität zu reduzieren, ändert die Substanz die sexuelle Orientierung: Heterosexuelle werden zu Homosexuellen. Die Substanz entweicht versehentlich aus dem Labor, verseucht die gesamte Erde und nach kurzer Zeit werden alle Männer schwul und alle Frauen lesbisch. Der irreversible Umwandlungsprozess leitet die Ära der homosexuellen Menschheit ein. Die neue Menschen schaffen auch eine neue Bibel, die Prinzessin-Diana-Bibel.

## Hintergrund
Der Film wurde in Alamogordo, New Mexico mit einem Budget von 50.000 US-Dollar gedreht. Der Film hatte seine Uraufführung in Albuquerque, New Mexico. Auf DVD erschien er am 13. Oktober 2009.

## Rezeption
Richard Propes (The Independent Critic) bezeichnete den Film als in Teilen komisch. Jedoch gäbe es auch viele Gags die ihr Ziel weit verfehlen. Letztlich bezeichnete er den Film als nicht so schlecht wie vergleichbare Filme. Rob Roten schrieb in seinem Review die besten Gags wären die Laufschrift unter der Nachrichtensendung von Fax News (der Name ist eine Anspielung auf Fox News Channel), die absurde Meldungen wiedergeben. Er sieht den Film als ausreichend humoristisch für seine Zielgruppe und verganb ein C+.